# Frida Nilsson

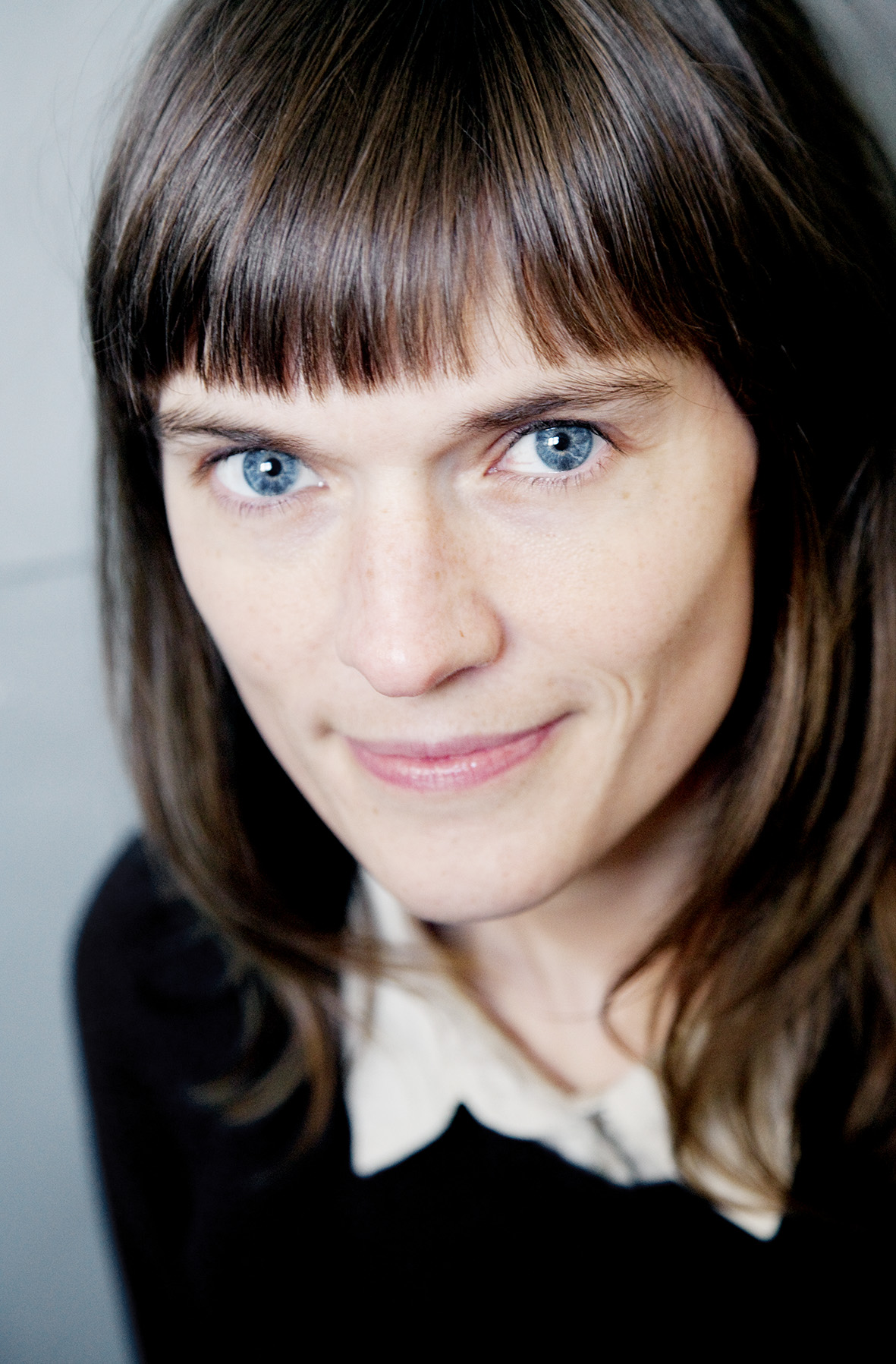
Frida Nilsson (2012)

Frida Nilsson (* 1979 in Hardemo) ist eine schwedische Schriftstellerin, Moderatorin und Synchronsprecherin. Von ihren Büchern liegen mehrere auch in deutschsprachiger Übersetzung vor. Nilssons Kinderroman Apstjärnan (2005; deutsch Ich, Gorilla und der Affenstern, 2010) war 2011 für den Deutschen Jugendliteraturpreis nominiert. Im Feuilleton werden ihre Bücher hoch gelobt. Die Zeit schrieb 2011, Nilsson sei im Begriff, »eine der wichtigsten zeitgenössischen Kinderbuchautorinnen Schwedens zu werden«. Nilsson lebt in Stockholm.

## Leben und Werk
Nilsson entdeckte bereits früh ihre Leidenschaft fürs Theater, vor allem angeregt durch ihren Vater, der als Journalist und Theaterautor arbeitete. Nach dem Abitur gab sie Theaterkurse für Kinder.
Ihr Debüt als Autorin gab Nilsson in Schweden mit Kråkans otroliga liftarsemester (2004, illustriert von Per Dybvig). Es folgten Hedvig! (2005, illustriert von Stina Wirsén), Apstjärnan (2005, illustriert von Per Dybvig), Hedvig och Max-Olov (2006, illustriert von Stina Wirsén), Hedvig och sommaren med Steken (2007, illustriert von Stina Wirsén), Jag, Dante och miljonerna (2008, illustriert von Pija Lindenbaum), Hedvig och Hardemos prinsessa (2009, illustriert von Stina Wirsén), Ryska kyssen och den fasansfulla brännaren (2011, illustriert von Peter Bergting) und Jagger, Jagger (2013, illustriert von Lotta Geffenblad). Von diesen neun Büchern sind acht beim Verlag Natur och Kultur erschienen. Vier ihrer Bücher sind Teil der Hedvig!-Serie um ein kleines Mädchen namens Hedvig, die im ersten Band der Reihe in die 1. Klasse kommt.
Von Nilssons in schwedischer Sprache publizierten Büchern sind mit Ich, Dante und die Millionen (2009), Ich, Gorilla und der Affenstern (2010), Hedvig! Das erste Schuljahr (2012), Die maskierte Makrone auf der Jagd nach dem Feuerteufel (2012), Hedvig! Im Pferdefieber (2013), Hedvig! Die Prinzessin von Hardemo (2014) und Siri und die Eismeerpiraten (2017) mehrere auch in deutschsprachiger Übersetzung erschienen. In Deutschland wird Nilsson vom Gerstenberg Verlag publiziert. Friederike Buchinger hat alle ihre Bücher aus dem Schwedischen übersetzt. Editorisch außergewöhnlich ist, dass die deutschsprachigen Ausgaben von Nilssons Büchern von anderen Illustratoren bebildert wurden als die schwedischen Originalausgaben. So werden die Bücher von Nilssons Hedvig!-Reihe in Deutschland von Anke Kuhl illustriert, einige andere in Deutschland erschienene Bücher Nilssons von Ulf K. Nilssons Bücher sind in mindestens elf Sprachen übersetzt (Dänisch, Deutsch, Englisch, Französisch, Italienisch, Koreanisch, Norwegisch, Polnisch, Russisch, Serbisch, Spanisch) worden.
2010 kritisierte Nilsson in der schwedischen Literaturzeitung Vi Läser, dass Verlage aus Angst vor mangelnder Verkäuflichkeit in einem ihrer Bücher Bier durch Himbeersaft ersetzt hätten.
Neben ihrer Tätigkeit als Autorin von Kinderbüchern moderiert Nilsson auch im schwedischen Fernsehen und Radio. Außerdem arbeitet sie als Synchronsprecherin.
2018 hielt Nilsson die Eröffnungsrede im Kinder- und Jugendprogramm des Internationalen Literaturfestivals Berlin.
Nilsson lebt in Stockholm und während des Sommers in der Nähe von Örebro.

## Rezensionen (Auswahl)
„Die Wahl der ungewöhnlichen Handlungsorte und mitunter äußerst schrägen Figurenensembles überrascht nicht selten, ebenso wie die Dramaturgie ihrer Kinderbücher. Mit viel Wortwitz und einer guten Portion Slapstick sowie Lakonie zieht Frida Nilsson ihre Leser jeglichen Alters bereits nach wenigen Seiten in den Bann der Abenteuer ihrer Protagonisten.“

„Mit Fragen nach Loyalität, Zusammenhalt, Verantwortungs- und Selbstbewusstsein verhandelt Frida Nilsson hier existenzielle Themen. Ihr ausgeprägtes Händchen für eine ausgefeilte Dramaturgie, für Sprach- und Situationskomik und subtile Doppelböden beschert den Büchern einen narrativen Komplexitätsgewinn, der durch das Spiel mit literarischen und filmischen Erzähl- und Gattungsmustern unterstrichen wird. Nicht zuletzt deshalb ist Frida Nilsson eine Ausnahmeerscheinung im Kinderbuch.“

## Publikationen (Auswahl)
- Kråkans otroliga liftarsemester. Mit Illustrationen von Per Dybvig. Natur och kultur, Stockholm 2004.
  - deutsch: Sommer mit Krähe (und ziemlich vielen Abenteuern). Mit Illustrationen von Anke Kuhl, deutsche Übersetzung von Friederike Buchinger, Gerstenberg Verlag, Hildesheim 2022, ISBN 978-3-8369-6146-2.
- Hedvig! Mit Illustrationen von Stina Wirsén. Natur och kultur, Stockholm 2005.
  - deutsch: Hedvig! Das erste Schuljahr. Mit Illustrationen von Anke Kuhl, deutsche Übersetzung von Friederike Buchinger. Gerstenberg Verlag, Hildesheim 2012, ISBN 978-3-8369-5369-6.
- Apstjärnan. Mit Illustrationen von Per Dybvig. Natur och kultur, Stockholm 2005.
  - deutsch: Ich, Gorilla und der Affenstern. Mit Illustrationen von Ulf K., deutsche Übersetzung von Friederike Buchinger. Gerstenberg, Hildesheim 2010, ISBN 978-3-8369-5322-1.
- Hedvig och Max-Olov. Mit Illustrationen von Stina Wirsén. Natur och kultur, Stockholm 2006.
  - deutsch: Hedvig! Im Pferdefieber. Mit Illustrationen von Anke Kuhl, deutsche Übersetzung von Friederike Buchinger. Gerstenberg, Hildesheim 2013, ISBN 978-3-8369-5488-4
- Hedvig och sommaren med Steken.  Mit Illustrationen von Stina Wirsén. Natur och kultur, Stockholm 2007.
  - deutsch: Hedvig! Der Sommer mit Specki. Mit Illustrationen von Anke Kuhl, deutsche Übersetzung von Friederike Buchinger. Gerstenberg, Hildesheim 2016, ISBN 978-3-8369-5897-4.
- Jag, Dante och miljonerna. Mit Illustrationen von Pija Lindenbaum. Natur och kultur, Stockholm 2008.
  - deutsch: Ich, Dante und die Millionen. Mit Illustrationen von Ulf K., deutsche Übersetzung von Friederike Buchinger. Gerstenberg, Hildesheim 2009, ISBN 978-3-8369-5268-2.
- Hedvig och Hardemos prinsessa. Mit Illustrationen von Stina Wirsén. Natur och kultur, Stockholm 2009.
  - deutsch: Hedvig! Die Prinzessin von Hardemo. Mit Illustrationen von Anke Kuhl, deutsche Übersetzung von Friederike Buchinger. Gerstenberg, Hildesheim 2014, ISBN 978-3-8369-5755-7.
- Ryska kyssen och den fasansfulla brännaren. Mit Illustrationen von Peter Bergting. Rabén & Sjögren, Stockholm 2011.
  - deutsch: Die maskierte Makrone auf der Jagd nach dem Feuerteufel. Mit Illustrationen von Ulf K., deutsche Übersetzung von Friederike Buchinger. Gerstenberg, Hildesheim 2012, ISBN 978-3-8369-5473-0.
- Ishavspirater. Natur och Kultur, Stockholm 2015.
  - deutsch von Friederike Buchinger: Siri und die Eismeerpiraten. Gerstenberg, Hildesheim 2017, ISBN 978-3-8369-5920-9.
- Ich und Jagger gegen den Rest der Welt. Mit Illustrationen von Ulf K., deutsch von Friederike Buchinger. Gerstenberg, Hildesheim 2018, ISBN 978-3-8369-5904-9.
- Sasja und das Reich jenseits des Meeres. Mit Illustrationen von Torben Kuhlmann, deutsch von Friederike Buchinger. Gerstenberg, Hildesheim 2019, ISBN 978-3-8369-5688-8.

## Nominierungen und Auszeichnungen
- 2004: BMF-Plakette für Kråkans otroliga liftarsemester
- 2006: Nominierung für den August-Preis für Hedvig och Max-Olov
- 2010: Buch des Monats beim Institut für Jugendliteratur im August für Ich, Gorilla und der Affenstern
- 2010: Kröte des Monats September für Ich, Gorilla und der Affenstern
- 2011: Aufnahme von Ich, Dante und die Millionen in die ZEIT-Edition Krimis für junge Leser
- 2011: Nominierung für den Deutschen Jugendliteraturpreis in der Kategorie Kinderbuch für Ich, Gorilla und der Affenstern
- 2012: Die besten 7 Bücher für junge Leser im März für Hedvig!
- 2012: Buch des Monats der Universität Siegen, Fakultät 1, im Juni für Ich, Gorilla und der Affenstern
- 2012: White Raven der Internationalen Jugendbibliothek für Die maskierte Makrone auf der Jagd nach dem Feuerteufel
- 2013: Buch des Monats der Arbeitsgemeinschaft Kinder- und Jugendliteratur Österreich im Januar für Die maskierte Makrone auf der Jagd nach dem Feuerteufel
- 2013: Nominierung für den August-Preis für Jagger, Jagger[4]
- 2014: Astrid-Lindgren-Preis
- 2015: BMF-Plakette für Ishavspirater
- 2015: Expressens Heffaklump für Ishavspirater
- 2016: Nils-Holgersson-Plakette für Ishavspirater
- 2017: Luchs des Monats (Dezember) für Siri und die Eismeerpiraten
- 2018: Luchs des Monats (Juli) für Ich und Jagger gegen den Rest der Welt
- 2019: James Krüss Preis für internationale Kinder- und Jugendliteratur, zusammen mit ihrer Übersetzerin Friederike Buchinger
- 2019: Luchs des Monats (September) und Gesamt-Luchs des Jahres 2019; Empfehlungsliste des 19. Rattenfänger-Literaturpreis 2020 für Sasja und das Reich jenseits des Meeres, zusammen mit der Übersetzerin Friederike Buchinger
- 2021: Preis für Kinder- und Jugendliteratur der Schwedischen Akademie (Svenska Akademiens pris för barn- och ungdomslitteratur)
- 2024: Rattenfänger-Literaturpreis der Stadt Hameln[5]
- 2024: Salikon-Stipendium

## Festivalteilnahmen
- 2011: Kinder- und Jugendprogramm des 11. internationalen literaturfestivals berlin im September
- 2012: Leipzig liest / Leipziger Buchmesse im März
- 2012: White Ravens Festival im Juli in München
- 2012: Harbourfront Literaturfestival im September in Hamburg
- 2013: lit.kid.cologne der lit.cologne in Köln im März